# Nicole Appleton
Nicole Marie Appleton (Hamilton, 7 de Dezembro de 1974) é uma cantora canadense, conhecida por ser integrante dos grupos Appleton e All Saints.
Nasceu no Ontário, tendo vivido em Toronto, Nova Iorque e actualmente vive em Londres no Reino Unido. Namorou Robbie Williams. Em 2000 iniciou uma relação amorosa com Liam Gallagher do grupo Oasis, com quem foi casada e tem um filho, Gene (nascido em 3 de julho de 2001). No mesmo ano estreou-se como actriz no filme Honest.